# Манич-Гудило
Ма̀нич-Гудѝло (Гудило, Голям Манич) (на руски: Маныч-Гудило) е езеро в Европейската част на Русия, Република Калмикия, Ростовска област и Ставрополски край.
С площ от 344 km² е най-голямото езеро в Ростовска област и Ставрополски край, 2-ро по големина (след Каспийско море) в Република Калмикия и 33-то по големина в Русия.
Езерото Манич-Гудило е разположено в централната част на Кумо-Маничката падина, в западната част на Република Калмикия, южната част на Ростовска област и северната част на Ставрополски край. Принадлежи към водосборния басейн на Азовско море.
Езерото Манич-Гудило е солено реликтово езеро в централната част на Кумо-Маничка падина, на нейния вододел, на 8 m н.в. От двете страни на вододела (на северозапад кам река Дон) и на югоизток към долното течение на река Кума Кумо-Маничка падина се понижава и разделя реките Западен Манич, принадлежащ към басейна на Азовско море, и Източен Манич, отнасящ се към басейна на Каспийско море. Най-богата на реки и езера е западната част на котловината, където протича най-голямата река в района –Западен Манич. Съвременното езеро Манич-Гудило се образува след строителството през 1930-те години на система от водохранилища и канали по река Западен Манич, която преди това е представлявала мрежа от езеровидни солени участъци, съединени с тесни протоци. Общо в Кумо-Маничка падина е имало около 170 малки езера, с обща площ около 5 km². Най-голямо от тях е било езерото Гудило и до изграждането на водохранилището размерите му са изпитвали значителни колебания. В маловодни години то почти напълно е пресъхвало, а в многоводни е ставало много голямо.
Бреговата линия на езерото е силно разчленена, като включва лимани, големи и малки заливи и периодически заливани части от падината. Северният бряг е висок и стръмен, а южния полегат. Ниската степ неусетно се слива със ставрополските степи и силно се наводнява по време на пълноводие. Езерото се намира на 8 m н.в., като най-високите коти около него достигат едва до 20 m н.в. Площта на водното огледало се изменя значително в зависимост от количеството водни моси постъпващи в него и годишните сезони. Според Държавния воден регистър на Русия площта му е 344 km², но в период на многоводие може да достигне до 800 km². Преобладаващите дълбочини са около 0,6 m и само в централните части достигат до 5 – 8 m.
При регулирането на системата на река Западен Манич се е планирало водата на езерото Манич-Гудило да се обезсоли и да се промени безжизнения ландшафт по бреговете му. Въпреки това значителна част от водите на езерото остават солени. В резултат от изграждането на преградната стена на водохранилището през 1932 – 1936 г. редица езера, в това число и Манич-Гудило са залети и стават части от Пролетарското водохранилище с обща площ 645 km². През 1949 – 1953 г. Пролетарското водохранилище чрез преградна стена е разделено на две части – западна и източна. Именно източната част се явява съвременното езеро Манич-Гудило. Водосборният басейн на езерото е 7334 km², като в него се вливат малки, къси и непостоянни реки. Основното количество вода постъпва в езерото по Кубано-Егорликския канал.
Климатът в региона на езерото е умерено-континентален, характеризиращ се с големи годишни амплитуди, от -30 °C до +40 °C. Езерото замръзва през декември, а се размразява в края на февруари или първата половина на март. В отделни топли зими не замръзва.
В зависимост от климатичните изменения и многогодишните колебания на елементите на водния баланс нивото и размера на езерото постоянно се изменят. Благодарение на подхранването му с пресни води от басейните на Дон и Кубан през 1950 – 1960-те години в него се създава уникална високопродуктивна систима и са създадени условия за размножавенето на ценни видове риби. Общата минерализация на водата в този период съставлява 12 г/л и водата е почти сладка. По-късно с разрастването на земеделието в района, черпенето на огромно количество вода от езерото за напояване и изхвърлянето на отпадни води в него благоприятният режим на соленост се нарушава и през 1980-те години минерализацията на водата му се повишава до 30 – 35 г/л, което води до масовата гибел на всичви видове риби. В началото на 2000-те години продължава по-нататъшното засоляване на Манич-Гудило и то става изцяло солено езеро с минерализация в различните му части от 25 до 50 г/л. От 2007 г. започва снижаване на постъпващата сладка вода в него от басейните на Дон и Кубан поради засушаването на климата, минерализацията му още повече се пошава и става много солено.
По самите брегове на езерото няма населени места, но в близост до него са разположени множество села: по северния бряг – Правобережни и Манич (Ростовска област), Урожайни, Маладьожни, Цветни и Уралан (Република Калмикия); по южния бряг – Манички, Шовгар Толга Лиманни и Дунд Джалг (Република Калмикия).

## Топографски карти
- Лист от карта L-38-XIII Яшалта. Мащаб: 1 : 200 000. Указать дату выпуска/состояния местности.
- Лист от карта L-38-XIV Ремонтное. Мащаб: 1 : 200 000. Указать дату выпуска/состояния местности.
- Лист от карта L-38-XX Дивное. Мащаб: 1 : 200 000. Указать дату выпуска/состояния местности.